# Шмарово (Тульская область)
Шмаро́во — деревня  в Суворовском районе Тульской области России. 
В рамках административно-территориального устройства входит в Марковскую сельскую территорию Суворовского района, в рамках организации местного самоуправления входит в Юго-Восточное сельское поселение.

## География
Расположена в окружённом со всех сторон лесами месте, вдоль устья реки Тресна, в 1 км к востоку от границы города Суворов (районный центр) и в 265 км от Москвы.
Ближайшие сельские населенные пункты: село Марково, деревни Платово, Михайловка и Андреевка.

## Население
| 2010 |
| ---- |
| 65   |

Население — 65 чел. (2010).
Количество проживающих жителей зависит от сезона, колеблясь от десятка-двух в зимний период, до более сотни человек в летний.

## История
В середине прошлого века в Шмарово располагался сельский совет и действовала начальная школа. В 1980-е годы работали сельский клуб с еженедельными показами кинокартин, библиотека, медпункт, магазин содержалось и футбольное поле. В дальнейшем, с уменьшением постоянно проживающего в деревне населения, все социальные объекты пришли в упадок и были закрыты.

## Инфраструктура
В настоящее время действует медпункт и регулярно приезжает автолавка с продуктами питания и хозтоварами.

## Транспорт
Ближайшие транспортные узлы: автовокзал в г. Суворов и ж.д. станция Збродово.